# Diocese de Purnea
A Diocese de Purnea (Latim:Dioecesis Purneaensis) é uma diocese localizada no município de Purnia, no estado de Biar, pertencente a Arquidiocese de Patna na Índia. Foi fundada em 27 de junho de 1998 pelo Papa João Paulo II. Com uma população católica de 30.475 habitantes, sendo 0,3% da população total, possui 17 paróquias com dados de 2020.

## História
Em 27 de junho de 1998 o Papa João Paulo II cria a Diocese de Purnea através dos territórios da Diocese de Dumka.

## Lista de bispos
A seguir uma lista de bispos desde a criação da diocese em 1998.
|        | Nome                | Período     | Notas                            |
| Bispos | Bispos              | Bispos      | Bispos                           |
| ------ | ------------------- | ----------- | -------------------------------- |
| 3º     | Francis Tirkey      | 2024-       | Atual                            |
| 2º     | Angelus Kujur, S.J. | 2007 - 2021 | Bispo emérito                    |
| 1º     | Vincent Sons        | 1998 - 2004 | Nomeado bispo auxiliar de Ranchi |